# Bielsk Podlaski (gemeente)
De gemeente Bielsk Podlaski is een landgemeente in het Poolse woiwodschap Podlachië, in powiat Bielski (Podlachië).
De zetel van de gemeente is in Bielsk Podlaski.
Op 30 juni 2004 telde de gemeente 7512 inwoners.

## Oppervlakte gegevens
In 2002 bedroeg de totale oppervlakte van gemeente Bielsk Podlaski 430,14 km², waarvan:
- agrarisch gebied: 74%
- bossen: 19%

De gemeente beslaat 31,05% van de totale oppervlakte van de powiat.

## Demografie
Stand op 30 juni 2004:
| Omschrijving                   | Totaal | Totaal | Vrouwen | Vrouwen | Mannen | Mannen |
| ------------------------------ | ------ | ------ | ------- | ------- | ------ | ------ |
| eenheid                        | aantal | %      | aantal  | %       | aantal | %      |
| inwoners                       | 7512   | 100    | 3787    | 50,4    | 3725   | 49,6   |
| bevolkingsdichtheid (inw./km²) | 17,5   | 17,5   | 8,8     | 8,8     | 8,7    | 8,7    |

In 2002 bedroeg het gemiddelde inkomen per inwoner 1173,13 zł.

## Plaatsen
Augustówo, Bańki, Biała, Bielanowszczyzna, Bolesty, Brześcianka, Chraboły, Deniski, Dobromil, Dubiażyn, Dwór, Gaj, Grabowiec, Haćki, Hendzel, Hołody, Hryniewicze Duże, Hryniewicze Małe, Husaki, Jacewicze, Knorozy, Knorydy, Knorydy Górne, Knorydy Podleśne, Knorydy Średnie, Korpacz, Koszarka, Kotły, Kozły, Kożyno Duże, Kożyno Małe, Krzywa, Lewki, Łoknica, Łubin Kościelny, Łubin Rudołty, Malinowo, Miękisze, Mokre, Na Brańskiej, Nałogi, Ogrodniki, Orlanka, Orzechowicze, Parcewo, Pasynki, Pietrzykowo-Gołąbki, Pietrzykowo-Wyszki, Piliki, Pilipki, Ploski, Plutycze, Podbiele, Proniewicze, Rajki, Rajsk, Rzepniewo, Saki, Sierakowizna, Skrzypki Duże, Skrzypki Małe, Sobotczyzna, Sobótka, Stołowacz, Stryki, Stupniki, Szastały, Szewele, Treszczotki, Truski, Użyki, Widowo, Woronie, Zawady, Zubowo.

## Aangrenzende gemeenten
Boćki, Brańsk, Czyże, Juchnowiec Kościelny, Narew, Orla, Wyszki, Zabłudów